# NGC 3359
NGC 3359 је спирална галаксија у сазвежђу Велики медвед која се налази на NGC листи објеката дубоког неба.
Деклинација објекта је + 63° 13' 24" а ректасцензија 10h 46m 36,3s. Привидна величина (магнитуда) објекта NGC 3359 износи 10,3 а фотографска магнитуда 11,0. Налази се на удаљености од 16,835 милиона парсека од Сунца. NGC 3359 је још познат и под ознакама UGC 5873, MCG 11-13-37, CGCG 313-33, KARA 442, IRAS 10433+6329, PGC 32183.